# Kronologija Domovinskog rata: kolovoz 1991.

### 1. kolovoza
- Na Izvanrednoj sjednici hrvatskog Ministarstva unutarnjih poslova, ministar Ivan Vekić poziva sve vojno sposobne građane koji su bili prisiljeni otići iz svojih gradova da se pridruže pričuvnim postrojbama Hrvatske vojske.[1]
- Srpske neregularne jedinice i JNA puna dva sata bombardirali Vukovar i Borovo Naselje.[1]
- Srpski teroristi minobacačima napali Sunju.[1]

### 2. kolovoza
- Hrvatski predsjednik Tuđman dočekao delegaciju Europske zajednice, Hans Van den Broeka, Jacgues Poosa i Oa Deus Pinherioa u Zagrebu.[1]
- Na sjednici jugoslavenskog Predsjedništva, predsjednik Stipe Mesić zahtijeva povlačenje JNA u kasarne na području Hrvatske, s čime se nije složio srpsko-crnogorski blok.[1]
- Osijekom odjekuju eksplozije, granate padaju na Borovo Naselje, a srpski teroristi napadaju Kruševo.[1]

### 3. kolovoza
- Jugoslavensko Predsjedništvo objavilo novu rezoluciju za osiguranje apsolutnog primirja.[za Wikiizvor][1]
- Srpski teroristi ukrali 5 autobusa namijenjenih prijevozu izbjeglica iz Erduta, Aljmaša i Dalja.[1]

### 4. kolovoza
- Srpski predsjednik Milošević i crnogorski predsjednik Bulatović odbili se sastati s predstavnicima Mirovne misije Europske zajednice koji po četvrti put nisu uspjeli u svojoj misiji u Jugoslaviji.[1]
- Policijska postaja u Podravskoj Slatini napadnuta VBR-ovima.[1]
- Srpski teroristi iz zasjede ubili trojicu hrvatskih prometnih policajaca.[gdje?][1]
- Kninske vlasti uzele nova osnovna sredstva iz Nacionalnog parka Krka.[1]
- Njemački ministar vanjskih poslova, Hans Dietrich Genscher predlaže formiranje europskih mirovnih snaga pod kontrolom KESS-a.[1]
- Muslimani iz Jugoslavije obavijestili organizaciju Islamski svijet da ih se u Jugoslaviji tretira kao manjinu.[1]

### 5. kolovoza
- Jugoslavenska vojna policija ukrala kamere i ostalu opremu talijanskim i španjolskim novinarima.[1]
- Predsjednik jugoslavenske promatračke komisije za prekid vatre u Hrvatskoj, Branko Kostić, te admiral JRM i pomoćnik jugoslavenskog ministra obrane Stane Brovet posjetili Knin kojeg su okupirale srpske terorističke jedinice.[1]
- Srpski teroristi granatiraju Sunju i Komarevo.[1]
- Francuska vlada zatražila sastanak Vijeća sigurnosti UN.[1]

### 6. kolovoza
- Ministarstvo obrane Republike Hrvatske zahtijeva oslobađanje hrvatskih državljana koji služe u JNA.[1]
- Žestok topnički napad JNA na Osijek.[1]
- Helikopteri i vojne trupe JNA opkolili policijsku stanicu u mjestu Grohote na otoku Šolti. Brodovi JRM blokirali morski prolaz između Splita i Šolte.[1]
- Srpske neregularne jedinice ispalile 30 minobacačkih granata na hrvatsko selo Vačani kraj Skradina.[1]
- Srpske neregularne jedinice pucale na kanaderi prouzrokovale šumski požar u skradinskom zaleđu.[1]
- Četrnaest američkih senatora predložilo predsjedniku Bushu da pošalje izaslanike u Jugoslaviju s obzirom na to da su napori EZ nedovoljni.[1]
- Ministarsko vijeće EZ-a zahtijeva izvanredno zasjedanje zbog jugoslavenske krize.[1]

### 7. kolovoza
- Jugoslavensko Predsjedništvo objavilo stupanje na snagu novog prekida vatre.[1]
- Predsjednik Tuđman susreo se s predstavnicima Srpske narodne stranke u Hrvatskoj koja osuđuje četnički pokret i velikosrpske ambicije.[1]
- Na Beli Manastir otvorena topnička vatra.[1]
- Bombardiran gusto naseljeni predio Vukovara.[1]
- Njemačka medicinska ekipa Bundesverband putuje u Slavoniju.[1]
- Srpske neregularne jedinice pucale na sela u zaleđu Dubrovnika.[1]
- Bombardirani hrvatski gradovi Saborsko i Topusko pokraj Karlovca.[1]
- Roditelji hrvatskih vojnika na odsluženju u JNA demonstriraju na glavnom zagrebačkom trgu.[1]

### 10. kolovoza
- Novinar Hrvatske televizije Gordan Lederer ubijen na zadatku u Hrvatskoj Kostajnici.[1]
- U Vinkovcima obavljena prva razmjena zarobljenika: razmijenjena dva hrvatska gardista za tri rezervista JNA.[1]
- Nakon povratka izbjeglica u Hrvatsku Kostajnicu, grad s našao pod udarom četničkih granata čak i iz susjedne Bosne i Hercegovine.[1]

### 11. kolovoza
- U Osijeku razmijenjeno deset srpski terorista za deset hrvatskih policajaca, gardista i civila.[2]
- Strani novinari pokradeni i maltretirani od srpske krajiške milicije u Petrinji.[2]
- Četnici istjerali sve mještane hrvatske nacionalnosti iz sela Korlat pokraj Benkovca.[2]
- Na mostu između Hrvatske Dubice i Bosanske Dubice stanovnici s obje strane Une potpisali mirovni sporazum.[2]
- Osam tisuća Hrvata, Slovenaca i Albanaca demonstriralo u Beču ,'protiv četničke agresije i terora protiv Hrvatska.[2]

### 12. kolovoza
- Dopisnik francuskog lista Le Figaro Vladimir Ivanov ranjen na Baniji.[2]
- Srpske neregularne jedinice pucale na medicinsku ekipu u selu Sarvašu blizu Osijeka.[2]
- Petnaest mladih oficira JNA dezertirali iz kasarne u Supetru na otoku Braču, jer ne žele pucati na svoj narod već žele braniti Hrvatsku.[2]
- Predstavnici Srbije i Crne Gore sastali su se u Beogradu kako bi potpisali memorandum o stvaranju Treće Jugoslavije.[2]
- Pobunjeni zapadnoslavonski Srbi (t.zv. Velika narodna skupština srpskog naroda Zapadne Slavonije) na području Pakraca donijeli odluku o osnivanju SAO Zapadna Slavonija, koja će biti integralni dio SAO Krajine i uvažava rezultate ovogodišnjeg referenduma o srpskoj autonomiji kao i rezultate ovogodišnjeg referenduma o priključenju SAO Krajine Republici Srbiji i svima onima kojima je stalo do očuvanja Jugoslavije (održanog 12. svibnja 1991.). Činom su donijeli odluku o pripojenju Srbiji.Petar Horvatić:  12. kolovoza 1991. Pakrac – srpski separatisti donijeli odluku o priključenju Srbiji Narod.hr. 12. kolovoza 2018. Pristupljeno 19. kolovoza 2020.[2]

### 13. kolovoza
- Tijekom svog boravka u Hrvatskoj, američki kongresmen Dan Rohrbacher rekao: Ovo što se danas događa u Hrvatskoj je terorizam po diktatu Beograda.[2]
- U Kninu obavljena razmjena zarobljenika, u kojoj je 47 hrvatskih gardista zamijenjeno za 28 pripadnika srpskih terorističkih jedinica.[2]
- Komanda JNA izdala naredbu o dvomjesečnom produženju vojnog roka.[2]
- Srpski teroristi teškim topništvom ponovo napali Sunju.[2]
- Predsjedatelj EZ-a Hans Van den Broek objavio: Europska zajednica će započeti konferenciju o budućnosti Jugoslavije ako jugoslavenska vlada odbije započeti ozbiljne pregovore.[2]
- Američki Hrvati pred zgradom UN-a u New Yorku zahtijevaju priznanje Hrvatske.[2]
- Srpski teroristi i JNA otvorili minobacačku vatru na Osijek i Beli Manastir.[2]
- Teroristički napad velikosrpskih snaga na hrvatske prometne policajce u Belom Manastiru.J.N.:  29. obljetnica stradavanja trojice policajaca u Baranji Glas Slavonije. 13. kolovoza 2020. Pristupljeno 13. kolovoza 2020.[2]

### 14. kolovoza
- U noćnom napadu na Vukovar, snage JNA ispalile 130 minobacačkih granata iz svojih uporišta u Borovu Selu i brodova JRM na Dunavu. Ranjena četvorica hrvatskih gardista i trojica civila, među njima i nekoliko Srba.[2]
- Pobunjeni hrvatski Srbi i jedinice JNA okupirali predajnik drugog programa Hrvatske televizije u Kninu i počeli prenositi program beogradske televizije.[2]

### 15. kolovoza
- Trideset i jedan hrvatski gardist i civil razmijenjeni za 53 (pedeset tri) srpska terorista u Petrinji i Osijeku. Četvorica hrvatskih gardista oslobođena iz kninskog zatvora, gdje su bili brutalno pretučeni i maltretirani.[2]
- Njemačka i Austrijska ambasada u kanadskom gradu Otawi primili prijeteća pisma srpske tajne organizacije Crna ruka.[2]
- Srpski teroristi maltretirali i pucali na bračni par Nikolu i Mariju Pipatović u njihovoj kući u banijskom selu Kraljevčani.[2]
- THE New York Times uspoređuje Miloševićevu politiku s iračkom okupacijom Kuvajta.[2]
- Nakon što su pobunjeni zapadnoslavonski Srbi području Pakraca donijeli odluku o osnivanju SAO Zapadna Slavonija, koja će biti integralni dio SAO Krajine i pripojenju Srbiji, pobunjenička Srpska demokratska stranka iz Okučana proglasila je opštinu Okučani.Petar Horvatić:  12. kolovoza 1991. Pakrac – srpski separatisti donijeli odluku o priključenju Srbiji Narod.hr. 12. kolovoza 2018. Pristupljeno 19. kolovoza 2020.[2]

### 16. kolovoza
- U selu Medari srpski teroristi srušili helikopter EZ-a, koji je prevozio promatračku ekipu. Pilot, Roy Pyffers lakše ranjen.[2]
- U selu Bjelovac pokraj Petrinje, četnici noževima i sjekirama masakrirali civile Đuru i Matu Horvata, te Stjepana i Ivicu Bugarina.[2]
- Napadom srpskih neregularnih jedinica i JNA na Okučane započeo rat u Posavini.[2]
- Posljednja četvorica uhvaćenih i mučenih Hrvata oslobođena iz kninskog zatvora.[2]
- Beogradski kriminalac Željko Ražnatović Arkan sa svojom terorističkom postrojbom zvanom srpski tigrovi preuzeo kontrolu u selu Stara Tenja.[2]
- Austrijski ministar vanjskih poslova, Alois Mock zamolio: Molim vas nemojte mijenjati granice![2]

### 18. kolovoza
- Srpske neregularne jedinice iz Knina prijete napadom na policijsku postaju u Kijevu ako hrvatska policija ne napusti selo u roku od 48 sati.[2]
- Sa srpskih terorističkih položaja ispaljeno 30 minobacačkih granata na policijsku postaju u Belom Manastiru.[2]
- KGB pomaže u vojnom puču za svrgavanje sovjetskog predsjednika Mihaila Gorbačova. Vlast u SSSR-u preuzeo Državni komitet za izvanredno stanje.[2]

### 19. kolovoza
- Dvije jake eksplozije potresle Zagreb; jedna u zgradi Židovske općine u Palmotićevoj ulici, a druga na židovskom dijelu zagrebačkog groblja Mirogoj. Dio operacija Labradora i Opera Kontraobavještajne službe JNA, radi ocrnjivanja u svjetskoj javnosti hrvatsku vlast i državu predstaviti kao profašističku, antižidovsku te stvoriti protuhrvatsko raspoloženje kod Židova i šire svjetske javnosti.ph, ij:  19. kolovoza 1991. Operacija Labrador – kako je KOS htio Hrvatsku prikazati kao zemlju mržnje? Narod.hr. 19. kolovoza 2020. Pristupljeno 19. kolovoza 2020.[2]
- Otkriven eksploziv u daruvarskoj gradskoj vijećnici.[2]
- Avioni JRV bombardirali Osijek, te pritom ubili dvije žene i ranili nekoliko civila.[2]
- Pogođena osječka katedrala, a oštećena i velika industrijska postrojenja.[2]
- Suđenje četvorici civila iz Splita koji su sudjelovali u demonstracijama protiv JNA Splitu. Obavještajna vojna služba KOS poslije demonstracija otela te civile.[2]
- Kombinirani i dugo pripremani, pješačko-topnički napad pobunjenih Srba na Pakrac.Ivan Zvonimir Ivančić/dogodilose.com:  19. kolovoza 1991. – Napad na Pakrac Kamenjar.com. 19. kolovoza 2020. Pristupljeno 19. kolovoza 2020.Bio je to opći napad pobunjenih Srba, dragovoljaca iz Bosne i JNA.Ante B.: 1. ožujka 1991. – Napadom na policijsku postaju u Pakracu počeo je Domovinski rat  Kamenjar.com. 1. ožujka 2020. Pristupljeno 19. ožujka 2020.Petar Horvatić:  12. kolovoza 1991. Pakrac – srpski separatisti donijeli odluku o priključenju Srbiji Narod.hr. 12. kolovoza 2018. Pristupljeno 19. kolovoza 2020.U istom napadu napali su i Lipik i Daruvar.Borna Marinić:  Napad na Pakrac, Lipik i Daruvar Hrvatska katolička mreža. 19. kolovoza 2020. Pristupljeno 22. kolovoza 2020.Borna Marinić: “Ukoliko HITNO NE DOBIJEM POJAČANJE Daruvar može pasti!” – bitka za Doljane  Domovinski rat. 1. rujna 2020. Pristupljeno 4. rujna 2020.[2]

### 20. kolovoza
- Avioni JRV bombardirali kamp u Medulinu, te obližnje groblje.[2]
- ŠEF bonske diplomacije Hans Dietrich Genscher razgovarao s ministrima vanjskih poslova Hrvatske i Slovenije, Zvonimirom Šeparovićem i Dimitrijem Rupelom.[2]
- Vojni puč, izvršen dan ranije u Moskvi, prouzročio veliku zabrinutost Austrije za budućnost Hrvatske i Slovenije.[2]
- Prve civilne žrtve u Osijeku. Nakon što su sredinom kolovoza započeli napadi topništva i zrakoplovstva velikosrpskih osvajača na Osijek, od granate je poginulo dvoje civila u tramvaju.Borna Marinić: Vozeći tramvaj, u neprijateljskom napadu poginula Nezida Tojčić  Hrvatska katolička mreža. 20. kolovoza 2020. Pristupljeno 20. kolovoza 2020.[2]

### 21. kolovoza
- Moskovski puč nije uspio, Gorbačov se vratio na čelo Sovjetskog Saveza. Uhićeni organizatori puča.[3]
- Srpski teroristi pucali na potpredsjednika francuske Parlamentarne komisije za međunarodne odnose Jean Frangoisa Deniaua i novinara koji ga je pratio.[3]
- U hrvatske krizne centre pristiglo 45 tona humanitarne pomoći (hrane, odjeće i lijekova) iz Sjeverne Amerike.[3]
- U žestokom bombardiranju Osijeka i okolnih sela ranjena 23 civila.[3]
- Beogradski kriminalac Željko Ražnatović Arkan, samozvani vođa terorista iz Stare Tenje, zahtijeva od osječkih vlasti predaju grada u roku od 24 sata.[3]
- Helikopteri JNA isporučuju streljivo srpskim teroristima na području Pakraca.[3]
- Albanske političke partije na Kosovu poslale pismo federalnom sekretaru obrane SFRJ, generalu Veljku Kadijeviću, u kojem se kaže: Mi se nećemo boriti protiv Hrvatske.[3]
- Italija objavila svoje uvjete za priznanje pojedinih jugoslavenskih republika.[Koje?][3]
- Pripadnici 108. brigade ZNG zaustavili su vlak s oružjem koji je prolazio kroz Slavonski Brod. Bio je to jedan od brojnih transporta JNA iz Slovenije koji su povlačenje iz te republike iskoristili da oruđe i oružje izravno dopremaju pobunjenim hrvatskim Srbima. Smjelim pothvatom osigurano je oružje za domicilnu brigadu ZNG te za obranu Slavonije.(): Dani ponosa: 21. kolovoza 1991. - Herojski čin pripadnika 108. brigade iz Slavonskog Broda   Arhivirana inačica izvorne stranice od 23. studenoga 2017. (Wayback Machine) HRT. nedatirano. Pristupljeno 25. kolovoza 2020.Zaplijenili su oko 50 brdskih topova, 80-ak većih minobacača, nekoliko desetaka protuzrakoplovnih topova od 20mm, nešto granata i stotinjak protuoklopnih sredstava, čime je brigada u nekoliko sati dobila višestruko veće količine naoružanja nego što je do tada imala.Krešimir Cestar: 21. kolovoza 1991.g. - Pripadnici 108. brigade HV-a, gotovo nenaoružani, zaustavili vlak pun srpskog oružja. Sve su im oduzeli!  21. kolovoza 2002. Pristupljeno 25. kolovoza 2020.[3]
- JNA i srpski pobunjenici napali Dardu.Borna Marinić: [neaktivna poveznica] – Domovinski rat. 22. kolovoza 2020. Pristupljeno 29. kolovoza 2020.[3]

### 22. kolovoza
- Iz kasarne u Vinkovcima dezertiralo 94 vojnika i oficira, a nekolicina ih se pridružila postrojbama hrvatskih branitelja.[3]
- U pismu jugoslavenskom Predsjedništvu, hrvatski predsjednik Tuđman zahtijeva da se odmah zaustave sve vojne operacije u Hrvatskoj.[3]
- Predsjednik Tuđman, nakon neuspješnog vojnog puča, poslao pismo podrške sovjetskom predsjedniku Gorbačovu i ruskom predsjedniku Jeljcinu.[3]
- Snage JNA okupirale Baranju. Srpski vojnici opljačkali kuće Hrvata u Belom Manstiru. Ulične borbe u Dardi. Selo Mece granatama sravnjeno sa zemljom. Među 18 ranjenika je i nizozemski novinar.[3]
- Darda je pala do kraja dana. Branitelji (106. brigada ZNG) i SJP Orao PU Osijek i civili morali su se povući. JRZ je mitraljiralo po koloni civila koja se je povlačila ka Osijeku. Zrakoplov Galeb pogodio je kamion s prikolicom i ubio vozača koji je prevozio inventar poduzeća ITP Baranja.Borna Marinić: [neaktivna poveznica] – Domovinski rat. 22. kolovoza 2020. Pristupljeno 29. kolovoza 2020.[3]
- Selo Petlovac napalo je 8 tenkova i 3 transportera JNA iz pravca Belog Manastira, Jagodnjaka i Bolmana. Civili i branitelji povukli su se ka Baranjskom Petrovom Selu, gdje su prešli Dravu skelom uz pristiglu pomoć iz Valpova.[3]
- Komisija federalnog Predsjedništva nije se pojavila na pregovorima s hrvatskom komisijom za prekid vatre u Novoj Gradišci. JNA ušla u selo Tržić pokraj Slunja.[3]
- Akcija Brđani '91: Hrvatske snage pokrenule prvu veću napadajnu akciju na sisačkom ratištu. Cilj je bio deblokirati cestu između Komareva i Sunje.Borna Marinić:  Zaboravljena bitka Domovinskog rata između Sunje i Siska – Akcija „Brđani ’91“. Domovinski rat. 22. kolovoza 2020. Pristupljeno 4. rujna 2020.[3]

### 23. kolovoza
- Hrvatski premijer Franjo Gregurić poslao pismo jugoslavenskom premijeru, u kojem zahtijeva zaustavljanje agresije na Hrvatsku.[3]
- Hrvatski predsjednik dr. Tuđman poslao pismo jugoslavenskom Predsjedništvu, te njemačkom kancelaru Helmutu Kohlu i vicekancelaru Hans Dietrich Genscheru.[3]
- Hrvatski gardist Damir Pintar ubijen u selu Taborište pokraj Topuskog dok je ambulantnim kolima išao po ranjenike.[3]
- Mađarske carinske vlasti zaprijetile da će uzvratiti vatru ako avioni JNA još jednom povrijede njihov zračni prostor.[3]

### 24. kolovoza
- Osnovan Hrvatski časnički zbor 24.08.1991. godine na 1. Skupštini Hrvatskog časničkog zbora održanoj u Starogradskoj vijećnici u Zagrebu s početkom u 10 sati.[3]
- Hrvatski kardinal Kuharić i poglavar Srpske pravoslavne crkve patrijarh Pavle sastali se u Slavonskom Brodu.[3]
- Srpski teroristi bombardiraju Baniju i Moslavinu, dok ta područja obilazi Jugoslavenska komisija za nadzor primirja.[3]
- Muslimani iz Maljevca, sela u Bosni i Hercegovini, prisiljeni pobjeći iz sela zbog napada srpskih terorista.[3]
- Marina Banić, žena u četvrtom mjesecu trudnoće, ubijena prilikom minobacačkog napada Srba iz doline Gacke. Tom prilikom ranjeno još 8 osoba.[3]
- Hans Dietrich Genscher oštro upozorio srpske vojne snage i JNA da prestanu s krvoprolićem u Hrvatskoi.[3]

### 25. kolovoza
- JNA napala glavnu policijsku postaju u Petrinji.[3]
- Hrvatski predsjednik dr. Franjo Tuđman s pratnjom posjetio Petrinju, prvu crtu fronte u Pecki i Hrvatskoj Kostajnici, te krizni centar u Sisku.[3]
- Srpske okupacijske snage napale Vukovar i Borovo Naselje, ali su branitelji Vukovara dobili bitku.[3]
- Srpski teroristi zajedno s jedinicama JNA bombardirali Vrliku i Kijevo. Hrvatske obrambene snage na napad odgovorile blokadom kasarni JNA u Sinju.[3]

### 26. kolovoza
- Austrija priznala baltičke države (Latviju, Estoniju j Litvu), te požuruje Europu da isto učini s Hrvatskom i Slovenijom.[3]
- JNA, uz pomoć srpskih terorista, martićevaca, zaposjela Hrvatima nastanjeno selo Kijevo.[3]
- Četvorica civila koji su protestirali protiv terorizma JNA u Splitu osuđeni na 15 godina zatvora na suđenju u sarajevskom Vojnom sudu.[3]
- Hrvatska socijalno liberalna stranka poslala građanima okupiranih dijelova Hrvatske proglas u kojem se kaže: Borite se protiv agresora.[3]
- Gorbačov odobrio pravo ruskih republika na odcjepljenje.[3]
- Članovi australskog parlamenta osudili agresiju na Hrvatsku.[3]
- Prvo granatiranje područja orahovičke općine nakon proglašenja SAO Zapadne Slavonije: pobunjeni Srbi minobacačima napali iz sela Kraskovića na sela Humljane i Mikleuš.[3]

### 27. kolovoza
- Predsjednik Tuđman donio odluku o osnivanju Kriznog štaba Vlade Republike Hrvatske i općinskih kriznih štabova.[3]
- Hrvatska Vlada i predstavnici JNA razgovarali na Brijunima.[3]
- Ministri vanjskih poslova EZ-a osudili Srbiju, te proglasili da mirovna konferencija o Jugoslaviji započinje 1. rujna.[3]
- JNA i srpski teroristi granatirali Vukovar.[3]
- Predsjednik kolektivnog jugoslavenskog Predsjedništva Stipe Mesić primio delegaciju Bedema ljubavi, antiratnu organizaciju majki čiji su sinovi u JNA.[3]
- Žestoki napad JNA i srpskih terorista, sa zemlje i iz zraka, na Dalmatinsku zagoru.[3]
- Mađarska izvijestila sve članice KESS-a o prijetnjama srpskih terorista i JNA mađarskoj manjini u Hrvatskoj.[3]
- Predsjednik Bosne i Hercegovine, Alija Izetbegović razgovarao s talijanskim ministrom vanjskih poslova Gianniem de Michelisom, te pozvao promatrače EZ-a da dođu i u BiH.[3]
- Hrvatski košarkaš Dražen Petrović objavio da više neće igrati za jugoslavensku reprezentaciju.[3]

### 28. kolovoza
- TV kamerman HTV studija Osijek Željko Kaić ubijen, a njegov kolega Dragan Krička teško ranjen kada je JNA na njih otvorila topničku vatru dok su snimali TV prilog.[3]
- Hrvatski predsjednik Tuđman razgovarao u Parizu s francuskim predsjednikom Mitterrandom o agresiji na Hrvatsku.[3]
- Hrvatska Vlada formirala Republički krizni štab.[3]
- JNA uz pomoć srpskih terorista iz okolnih sela bombardirala Vukovar. Grad je potpuno opkoljen.[3]
- Dvadeset i sedam JNA vojnika različitih nacionalnosti predalo se u hrvatskom gradu Slavonski Brod na rijeci Savi.[3]
- JNA i srpski teroristi napali Skradin i okolna sela u pokušaju zauzimanja pristupa Jadranskom moru.[3]
- Predsjednik Bosne i Hercegovine, Alija Izetbegović na audijenciji kod Pape Ivana Pavla II.[3]
- Ministarsko vijeće EZ-a na sastanku u Bruxellesu prihvatilo Deklaraciju o Jugoslaviji.[3]
- Velikosrpski agresori pucali po Starom Likom Osiku i crkvi sv. Josipa.[3]

### 29. kolovoza
- Tisuće majki iz Hrvatske, Bosne i Hercegovine, te Kosova, čiji sinovi služe vojni rok u JNA, demonstrirale ispred generalštaba JNA u Beogradu.[3]
- Srpski teroristi spalili su hrvatsko selo Skelu na rijeci Glini, a tamošnje hrvate, mještane Skele masakrirali.[3]
- Nastavljaju se borbe u Vukovaru. Granatira se i Nuštar, mjesto između Vukovara i Vinkovaca.[3]
- Ratni reporteri iz Slavonije i Baranje poslali protestno pismo jugoslavenskom Predsjedništvu, te generalštabu JNA.[3]
- Dvjesto i sedamdeset izgladnjele i dehidrirane djece evakuirano iz Centra za hendikepiranu djecu u Vrlici, koja je sada u rukama srpskih terorista. Jedno dijete, (Marko Okić) umrlo je prilikom evakuacije.[3]
- Hrvatski Crveni križ uložio protest Međunarodnom odboru Crvenog križa, te nacionalnim odborima Crvenog križa u Europi, Kanadi, Australiji, Izraelu i SAD-u.[3]
- Češka manjina u Slavoniji pisala češkoslovačkom predsjedniku Vaclavu Havelu jer srpski teroristi prijete da će napasti Ivanovo Selo, najstarije selo s češkim stanovništvom u Hrvatskoj.[3]
- Srpski predsjednik Slobodan Milošević sastao se s francuskim predsjednikom Frangois Mitterrandom u Elizejskoj palači.[3]

### 30. kolovoza
- JNA i KOS u Beogradu spriječili planirani protest roditelja čiji su sinovi u JNA.[3]
- Slovenski predsjednik Kučan i hrvatski predsjednik Tuđman sastali se u Zagrebu kako bi raspravili sigurnosne uvjete za sprječavanje daljnje agresije na Hrvatsku.[3]
- Srpska narodna stranka Hrvatske zahtijeva od svih Srba koji žive u Hrvatskoj da ne priznaju niti ne poštuju samoproglašene srpske vode u Hrvatskoj.[3]
- TO Daruvar pobunjenih hrvatskih Srba i domaći pobunjeni Srbi iz Jasenaša granatirali selo Rezovačke Krčevine, prigradsko naselje Virovitice. Oštetili su više objekata, među kojima osnovnu školu i trafostanicu. Borna Marinić:  Prvo oslobođeno selo u Domovinskom ratu – bitka za Jasenaš Domovinski rat.  2. rujna 2020. Pristupljeno 4. rujna 2020.[3]

### 31. kolovoza
- Hrvatska Vlada prihvaća europski mirovni plan, ali je i objavila mjere u kojima upozorava da će odgovoriti na svaku eskalaciju agresije na Hrvatsku.[3]
- MIG-ovi JRV prisilili dva strana civilna aviona na slijetanje na zagrebački aerodrom koji je zatvoren za regularni promet.[3]
- Devetoro djece ranjeno u Vukovaru i Borovu Naselju kada su avioni JRV bombardirali grad.[3]